# Jon Landau (produttore cinematografico)
Jon Landau (New York, 23 luglio 1960 – Los Angeles, 5 luglio 2024) è stato un produttore cinematografico statunitense.

## Biografia
Jon Landau nacque a New York il 23 luglio 1960 in una famiglia ebrea, figlio del produttore cinematografico Ely Abraham Landau e della regista e produttrice esecutiva Edie Landau. Frequentò la USC School of Cinematic Arts.
Divenne noto per aver prodotto film come Titanic, che gli valse l'Oscar, e i due film della saga di Avatar, tutti diretti da James Cameron.
Nel 2009, all'uscita di Avatar, il film divenne quello di maggior incasso di tutti i tempi, superando Titanic, detentore del record ormai da dodici anni. Con questo film Landau ricevette la sua seconda nomination agli Oscar senza però vincerlo.
Jon Landau morì a Los Angeles il 5 luglio 2024 all'età di 63 anni a causa di un cancro.

## Filmografia

### Produttore
- Un ragazzo adorabile (Campus Man), regia di Ron Casden (1987)
- Titanic, regia di James Cameron (1997)
- Solaris, regia di Steven Soderbergh (2002)
- Avatar, regia di James Cameron (2009)
- Alita - Angelo della battaglia (Alita: Battle Angel), regia di Robert Rodriguez (2019)
- Avatar - La via dell'acqua (Avatar: The Way of Water), regia di James Cameron (2022)

### Co-produttore
- Tesoro, mi si sono ristretti i ragazzi (Honey, I Shrunk the Kids), regia di Joe Johnston (1989)
- Dick Tracy, regia di Warren Beatty (1990)

### Produttore esecutivo
- Beyond Glory, regia di Larry Brand (2015)

## Riconoscimenti
- Premio Oscar
  - 1998 – Miglior film per Titanic
  - 2010 – Candidatura al miglior film per Avatar
  - 2023 – Candidatura al miglior film per Avatar - La via dell'acqua
- BAFTA
  - 1998 – Candidatura al miglior film per Titanic
  - 2010 – Candidatura al miglior film per Avatar
- Satellite Award
  - 1998 – Miglior film drammatico per Titanic